# Per 100 chili di droga
Per 100 chili di droga (Cisco Pike) è un film statunitense del 1972 scritto e diretto da Bill L. Norton.

## Trama
Dopo essere stato arrestato per spaccio di droga, il cantante Cisco Pike tenta di impegnare la sua chitarra, ma il proprietario del banco dei pegni rifiuta. Tornato a casa, scopre che i suoi demo sono stati respinti e  confida alla fidanzata Sue il suo fallimento. Ex clienti iniziano a chiamarlo, interessati a comprare droga, ma Cisco vuole abbandonare quel giro. Il detective Leo Holland , che ha rubato un ingente quantitativo di marijuana di alta qualità a una banda messicana, si presenta da Cisco e, dopo averlo arrestato, lo porta in un garage dove tiene nascosta la droga. Holland propone a Cisco di venderla in cambio di 10.000 dollari, lasciandogli l’eventuale eccedenza e promettendo di sistemare le sue carte giudiziarie. Sotto pressione, Cisco accetta con riluttanza l’accordo e inizia a contattare i vecchi clienti. Dopo un primo rifiuto da parte di un acquirente insospettito, decide di restituire la merce a Holland ma costui reagisce con violenza, picchiandolo e minacciandolo di morte finché Cisco non accetta di continuare.
Per accelerare la vendita, Cisco si rivolge al suo ex rivale Buffalo proponendogli 25 kg a prezzo ridotto ma l'uomo prende tempo. Cerca, quindi, l’appoggio dell’amico musicista Rex, impegnato in studio di registrazione con il tecnico del suono che dimostra più interesse per la droga che per i demo che Cisco gli aveva inviato. Anche il manager Sim Valensi mostra più interesse per l’affare illecito che per i demo, portando Cisco a un incontro con la groupie Merna. Mentre la relazione con Sue si deteriora, Cisco chiude una vendita con il manager di Rex, viene coinvolto in un’imboscata della polizia dalla quale riesce a fuggire grazie a Sue che poi lo fa incontrare con un suo  ex compagno di band, Jesse Dupre, ormai distrutto dalla droga. Il giro di contatti lo porta a un grande acquirente attraverso Merna ma il clima di tensione cresce. Tra transazioni rischiose, sospetti tradimenti e pressioni sempre più forti da parte di Holland, a cui si aggiunge anche la morte per overdose di Jesse, Cisco si muove in una spirale di violenza e disperazione, sospeso tra il desiderio di uscire dal traffico di droga e la necessità di salvarsi dal ricatto del poliziotto corrotto.